# Покровське (Гірськомарійський район)
Покро́вське (рос. Покровское, марій. Похросола) — село у складі Гірськомарійського району Марій Ел, Росія. Входить до складу Троїцько-Посадського сільського поселення.

## Населення
Населення — 56 осіб (2010; 92 у 2002).
Національний склад (станом на 2002 рік):
- росіяни — 90 %